# Хёнджон (ван Чосона)
Хёнджон (кор. 현종, 顯宗, Hyeonjong) — 18-й ван корейского государства Чосон, правивший с 28 июня 1659 по 17 сентября 1674 года. Имя — Ён (кор. 연, 棩, Yeon). Второе имя — Кёнджик (кор. 경직, 景直, Gyeongjik).
Посмертный титул — Чанхё-тэван.